# Quan Hongchan
Quan Hongchan, född 28 mars 2007, är en kinesisk simhoppare.

## Karriär
Vid OS 2020 tog hon guld i damernas höga hopp. I juni 2022 vid VM i Budapest tog guld i parhoppning från 10 meter tillsammans med Chen Yuxi och guld i den mixade lagtävlingen. Hon tog även silver i höga hopp efter Chen Yuxi. I februari 2024 vid VM i Doha tog hon återigen guld tillsammans med Chen Yuxi i parhopp från 10-metersplattformen. Individuellt tog hon guld i hopp från 10-metersplattformen.
Quan tog återigen olympiskt guld i höga hopp i Paris 2024, hon vann även guld i parhopp tillsammans med Chen Yuxi.